# École d'anthropologie
L'École d'anthropologie de Paris, créée par Paul Broca, Louis-Adolphe Bertillon et Jean Louis Armand de Quatrefages de Bréau en 1875, reconnue d'utilité publique en 1889, faisait partie de l'Institut Broca constitué par la Société d'anthropologie, le laboratoire d'anthropologie et l'École d'anthropologie. Quoiqu'elle acceptât toutes sortes d'étudiants, le personnel enseignant était exclusivement composé de médecins.